# Brachymeria integra
Brachymeria integra är en stekelart som först beskrevs av Samuel Stehman Haldeman 1844.  Brachymeria integra ingår i släktet Brachymeria och familjen bredlårsteklar. Inga underarter finns listade.